# Nils R. Müller
Nils Helge Russel Müller, född 17 januari 1921 i Shanghai, död 6 mars 2007 i Oslo, var en norsk regissör och manusförfattare. Med sina 21 spelfilmer är Müller den norska regissör som varit mest produktiv.

## Biografi
Nils R. Müller var son till ingenjören Ejnar Jønsberg Müller (1872–1943) och den brittiska skådespelaren Daisy Constance Russel (1891–1978). När han var sex månader gammal flyttade modern med barnen från Kina till Slemdal i dåvarande Aker (numera en del av Oslo) i Norge. Där växte Müller upp i ett hem präglat av välstånd. Intresset för film väcktes redan i barndomen. Han fick en kamera av sin far och med denna gjorde han bland annat kortfilmen Stålkantet kjaerlighet under sin gymnasietid.
Han avlade examen artium 1939 och arbetade därefter som fotograf vid Ukerevyen och manuskonsulent hos Merkur-film. År 1946 regisserade han sin första film, På kant med samhället, som inte blev någon större framgång. Med filmen lade han dock grunden till ett Unescostipendium 1949 som möjliggjorde sex månaders filmstudier i Storbritannien. Under denna tid var han hjälpreda vid flera av producenten Alexander Kordas filminspelningar. Müller återvände till Norge och 1951 regisserade han äktenskapskomedin Vad vore livet utan dig. Filmen blev en stor succé.
Efter framgången med Vad vore livet utan dig grundade Müller filmbolaget NRM-Film A/S. Med detta som bas regisserade han under de kommande åren flera populära filmer, bland andra: Vi vil skilles (1952), Kasserer Jensen (1953), Kvinnens plass (1956), På slaget åtte (1958) och Petter fra Ruskøy (1960). Müller skrev manus till flera av filmerna med utgångspunkt i sitt eget liv. Filmerna är ofta humoristiska skildringar av äktenskap och könsroller.
På 1960-talet lämnade Müller komedigenren och började i stället göra mer allvarliga och samhällskritiska filmer. I dramat Det store varpet (1960) skildras en outsider i en norrländsk by. För filmen nominerade han till Grand prix vid Moskvas internationella filmfestival 1961. År 1962 kom Tonny, baserad på en roman av Jens Bjørneboe och som skildrar hur samhället behandlar kriminella. Filmen mottogs väl och nominerades till Guldbjörnen vid Berlins filmfestival 1962. Det politiska temat fortsatte i Equilibrium – Det er meg du skal elske (1965), Broder Gabrielsen (1966) och De ukjentes marked (1968). Under 1970-talet återupptog han samlivet som tema, men tonen var dock mörkare än i hans tidiga komedier. Hans två sista filmer Gråt, elskede mann (1971) och Min Marion (1975) skildrar båda dysfunktionella kärleksförhållanden.
Efter filmkarriären ägnade han sig bland annat åt att göra bröllopsvideor på beställning och han utvecklade också en vattenturbin för bruk i U-länder. År 1996 belönades han med hederspriset vid Amandafestivalen.

## Familj
Nils R. Müller var gift för första gången 1947–1957 med författaren och skådespelaren Bjørg Gjendal och andra gången från 1960 med skådespelaren Guri Heitmann, äktenskapet upplöst.

## Filmografi
Regi
- 1946 – På kant med samhället
- 1949 – Svendsen går videre
- 1951 – Vad vore livet utan dig
- 1952 – Vi vil skilles
- 1953 – Skøytekongen
- 1954 – Kasserer Jensen
- 1956 – Forøvrig medvirker J. Holst-Jensen (kortfilm)
- 1956 – Kvinnens plass
- 1956 – Ektemann alene
- 1956 – Operation A K Y
- 1957 – På slaget åtte
- 1959 – Hete septemberdager
- 1959 – Ut mot havet
- 1960 – Petter fra Ruskøy
- 1960 – Det store varpet
- 1962 – Tonny
- 1963 – Elskere
- 1964 – Marenco
- 1965 – Equilibrium – Det er meg du skal elske
- 1966 – Broder Gabrielsen
- 1968 – De ukjentes marked
- 1971 – Gråt, elskede mann
- 1975 – Min Marion

Manus
- 1951 – Vad vore livet utan dig
- 1952 – Vi vil skilles
- 1956 – Kvinnens plass
- 1956 – Ektemann alene
- 1958 – Du är mitt äventyr
- 1960 – Det store varpet
- 1965 – Equilibrium – Det er meg du skal elske
- 1971 – Gråt, elskede mann

Producent
- 1965 – Equilibrium – Det er meg du skal elske

Roller
- 1966 – Operasjon Blodsprøyt (kortfilm)
- 1978 – Hvem har bestemt?
- 1982 – Leve sitt liv